# Ignazio Silone
Ignazio Silone (Pescina, 1 de maio de 1900 – Genebra, 22 de agosto de 1978) foi o pseudónimo de Secondino Tranquilli, um escritor e político Italiano.

## Biografia

### Início de vida e carreira
Nasceu na cidade de Pescina na região de Abruzzo, tendo perdido muito membros da família, incluindo a sua mãe, no terramoto de Avezzano de 1915. O seu pai morreu em 1911. Silone aderiu ao grupo de Jovens Socialistas do Partido Socialista Italiano (PSI), chegando a ser líder.
Foi um membro fundador do então criado Partido Comunista de Itália (PCd'I) em 1921, e tornou-se um dos seus líderes secretos durante o regime Fascista. O irmão de Ignazio, Romolo Tranquilli, foi preso em 1928 por ser membro do PCI, tendo morrido na prisão em 1931 em consequência de espancamentos graves que recebeu.

### Oposição ao Estalinismo e regresso ao PSI

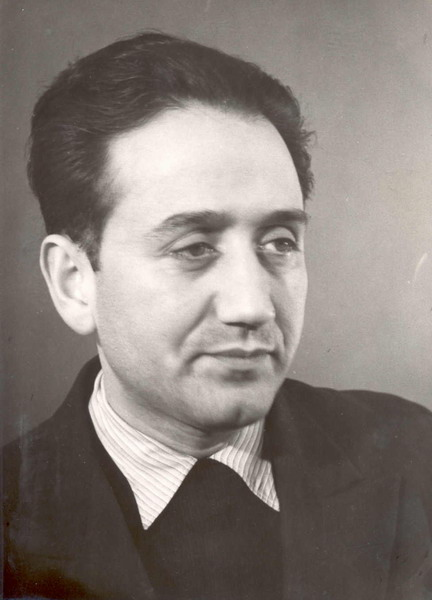
Silone nos anos 1920.

Silone deixou Itália em 1927 numa missão para a União Soviética, tendo assentado na Suíça em 1930. Lá declarou a sua oposição a José Estaline e a liderança do Comintern; como consequência, foi expulso do PCI. Sofreu de tuberculose e uma depressão clínica severa e esteve quase um ano em clínicas suíças; na Suíça, Aline Valangin ajudou-o e actuou como anfitriã para Silone e outros migrantes. À medida que recuperava, Silone começou a escrever o seu primeiro romance, Fontamara, publicado numa tradução alemã em 1933. A edição inglesa, primeiro publicada pela Penguin Books em Setembro de 1934, sofreu muitas republicações durante os anos 1930, com os eventos da Guerra Civil Espanhola e o agravamento que deu origem à II Guerra Mundial, o que aumentou a atenção sobre o romance.
O Exército dos Estados Unidos imprimiu versões não autorizadas de Fontamara e Pane e Vin e distribui-as aos Italianos durante a libertação de Itália após 1943. Estes dois livros juntamente com The Seed Beneath the Snow formam a Trilogia de Abruzzo. Silone regressou a Itália apenas em 1944, e dois anos depois foi eleito deputado pelo PSI.
No decurso da II Guerra Mundial, Silone tornou-se o líder de uma organização Socialista clandestina a operar desde a Suíça para apoiar grupos de resistência no Norte de Itália ocupado pelos Nazis . Também se tornou um agente do Gabinete de Serviços Estratégicos (OSS, Office of Strategic Services) sob o pseudónimo de Len.
Seguidamente à sua contribuição para a antologia anti-comunista The God That Failed (1949), Silone aderiu ao Congresso de Liberdade Cultural e editou Tempo Presente. Em 1967, com a descoberta que a publicação tinha recebido financiamentos secretos da Agência Central de Inteligência (CIA) dos Estados Unidos, Silone demitiu-se e dedicou as suas energias na escrita de romances e ensaios autobiográficos.
Em 1969, venceu o Prémio Jerusalém, um prémio literário para escritores que desenvolvem os temas da liberdade individual e sociedade. Em 1971, venceu o prestigiante Prix mondial Cino Del Duca.

### Controvérsia
Os historiadores Italianos Dario Biocca e Mauro Canali encontraram documentos que, segundo afirmam, 'provam' que Silone actuou como informante da polícia fascista de 1919 até 1930. Os dois historiadores publicaram os resultados da sua investigação num artigoc chamado L'informatore. Silone, i comunisti e la polizia. Apesar da controvérsia amarga na imprensa italiana, o trabalho de Biocca e Canali provou ser fundamentado e recebeu críticas positivas de London Review of Books, The Times Literary Supplement, The New Yorker, The Nation, New Left Review e outros.
Uma biografia de 2005 de Biocca inclui também documentos sobre o envolvimento de Silone com a inteligência americana (a OSS) durante e após a Guerra Mundial, sugerindo em último caso que suas as posições políticas (bem como o seu trabalho literário extenso) devem ser reconsideradas à luz de uma personalidade mais complexa e compromissos políticos

## Vida Pessoal
Ignazio Silone foi casado com Darina Laracy, uma estudante irlandesa de Literatura Italiana. Morreu em Genebra, Suíça, em 1978.

## Obras
- Fontamara (1933)
- Fascism – Its Origin and Development (1934)
- Pão e Vinho - no original Pane e Vino (1937)
- The School for Dictators (1938)
- The Living Thoughts of Mazzini (1939)
- The Seed Beneath the Snow  (1940)
- Ed egli si nascose. Dramma in quattro atti (1944)
- The God that Failed (contribution) (1949)
- Emergency Exit (1951); publicado numa colectânea com o mesmo nome com outros nove trabalhos em 1969
- Handful of Blackberries (1952)
- Vino e pane (versão revista do título de 1937)
- Il Segreto di Luca (1956)
- L'avventura di un povero cristiano (1968)

Três dos poemas de Silone foram incluídos por Hanns Eisler na sua Deutsche Sinfonie, bem como poesia de Bertolt Brecht.

## Versões cinemáticas
- Uma versão de Fontamara, realizada por Carlo Lizzani com Michele Placido, foi estreada em 1977.